# Polycope afanasjevi
Polycope afanasjevi är en kräftdjursart som beskrevs av V. G. Chavtur 1983. Polycope afanasjevi ingår i släktet Polycope och familjen Polycopidae. Inga underarter finns listade i Catalogue of Life.